# Boris Sanamé
Boris Luis Sanamé Pino (2 giugno 1974) è un ex giocatore di calcio a 5 cubano.

## Carriera
Dal 1996 al 2008 Sanamé ha disputato quattro Coppe del Mondo con la nazionale cubana. La selezione caraibica è sempre stata eliminata al primo turno. Inoltre, Sanamé ha partecipato a tre campionati nordamericani raggiungendo sempre la finale in cui Cuba è stata regolarmente sconfitta. 